# زندانی قفقاز
زندانی قفقاز نام یک کتاب ادبی است که توسط الکساندر پوشکین، نویسندهٔ اهل روسیه نوشته شده‌است. این کتاب یکی از آثار مشهور ادبی جهان است.